# Vaprio d’Agogna
Vaprio d’Agogna (piemontiul: Vavron) település Olaszországban, Piemont régióban, Novara megyében. Lakosainak száma 964 fő (2023. január 1.). Vaprio d’Agogna Barengo, Cavaglietto, Mezzomerico, Momo, Oleggio és Suno községekkel határos.

## Népesség
A település lakossága az elmúlt években az alábbi módon változott:
| Lakosok száma | 1005 | 997  | 964  |
|               | 2017 | 2018 | 2023 |